# Fotografia (oggetto)

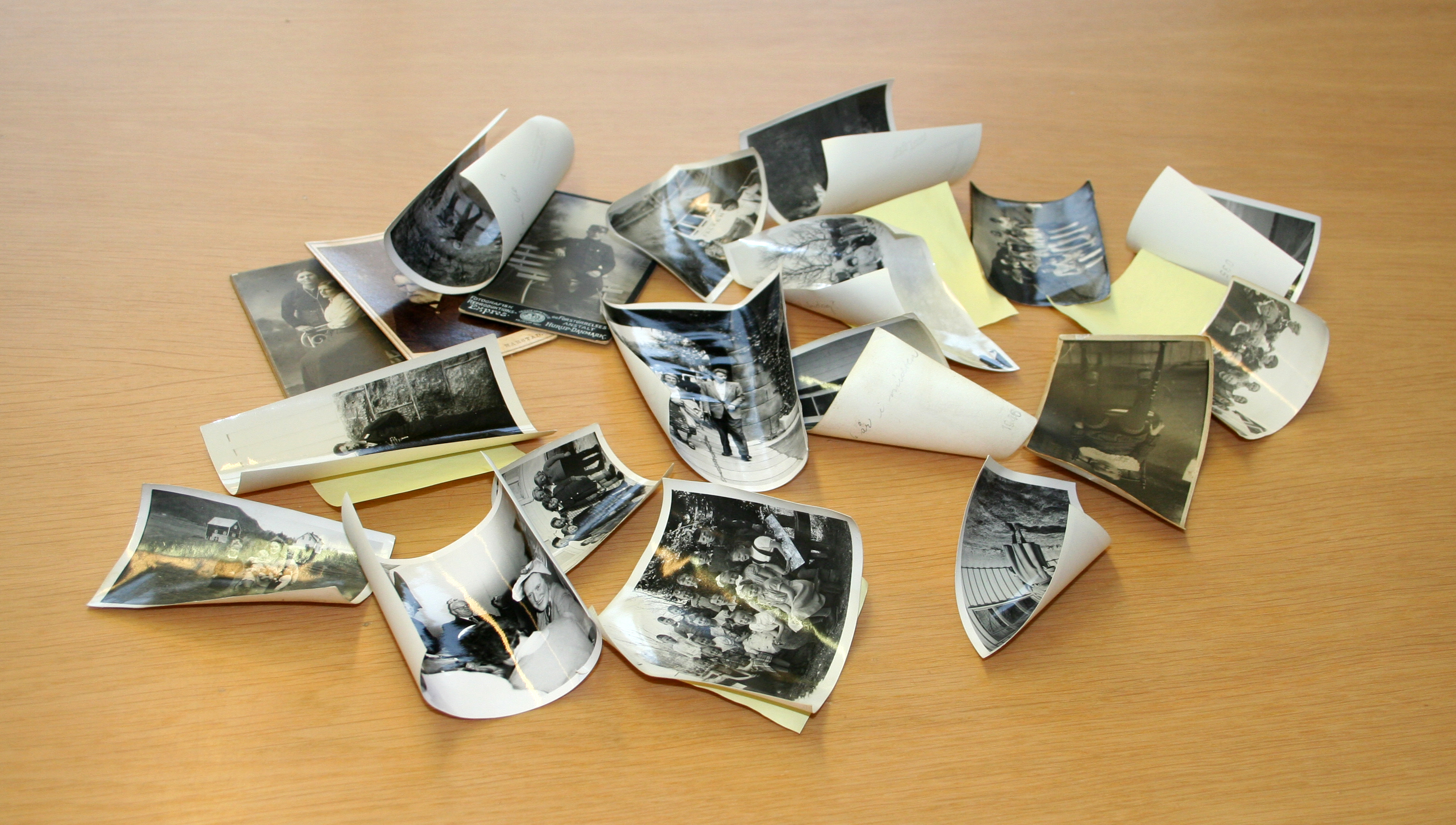
Alcune fotografie.

La fotografia, detta anche foto, è l'oggetto che materializza il «disegno della luce» come immagine ottica, che è stata ripresa da una fotocamera, diretta e regolata da un fotografo. L'immagine fotografica, ripresa su pellicola bianco e nero o a colori, e poi sviluppata in camera oscura, è bidimensionale, si stampa solitamente su fogli di carta fotografica con un ingranditore, per deciderne la dimensione finale, comprendendo la luce in tutto il processo, ed è a quel punto che l'immagine latente diventa una fotografia o una foto a tutti gli effetti. 
Le foto diapositive, delle pellicole invertibili, vengono solitamente presentate su uno schermo di proiezione (come il cinema), oppure più raramente stampate con metodi leggermente differenti delle negative. 
Per ottenere una foto è necessario aspettare un periodo di tempo piuttosto lungo, dopo lo scatto, che comprende un totale di vari passaggi, e può estendersi da qualche ora a qualche giorno. Una variante più veloce (in termini di tempo) di percorrere tutto il processo completo per giungere alla fotografia stampata, è l'uso di fotocamere per le foto istantanee. 
Da qualche anno ormai (~ anni 1980), le immagini fotografiche possono essere convertite in immagini elettroniche o essere riprese direttamente da e con fotocamere digitali (anni 1990), e quindi stampate in vari modi o presentate immediatamente sul display della fotocamera, oppure in un altro momento su TV e monitor o anche su uno schermo di proiezione, tramite proiettori. Tra le fotocamere digitali con cui vedere il risultato immediato della ripresa, ci sono anche quelle degli smartphone.
Anche il processo e la pratica per riprendere le immagini fotografiche, si chiama fotografia. 

## Storia e tipologie
In origine, tutte le fotografie erano monocromatiche o i colori erano dipinti a mano. Sebbene i metodi per lo sviluppo di foto a colori fossero disponibili già nel 1861, non divennero ampiamente disponibili fino agli anni '40 o '50, e anche così, fino agli anni '60 la maggior parte delle fotografie furono scattate in bianco e nero. Da allora, la fotografia a colori si è diffusa nella fotografia popolare, sebbene sia ancora utilizzato il bianco e nero, essendo più facile da sviluppare rispetto al colore.
Le fotografie non digitali vengono prodotte con un processo chimico in due fasi. Nel processo in due fasi la pellicola fotosensibile acquisisce un'immagine negativa, in cui i colori e le luci e ombre sono invertiti. Per produrre un'immagine positiva, il negativo viene più comunemente trasferito su carta fotografica in un processo chiamato stampa. In alternativa, la pellicola viene elaborata per invertire l'immagine negativa, producendo positivi trasparenti: tali immagini positive sono solitamente montate in cornici, chiamate diapositive. Prima dei recenti progressi nella fotografia digitale, le diapositive erano ampiamente utilizzate dai professionisti per la loro nitidezza e accuratezza nella resa del colore.
L'avvento del microcomputer e della fotografia digitale ha portato alla nascita delle stampe digitali. Queste stampe vengono create da formati grafici archiviati come JPEG e TIFF. I tipi di stampanti utilizzate includono stampanti a getto d'inchiostro, stampanti a sublimazione del colore, stampanti laser e stampanti termiche. Il web è stato un mezzo popolare per l'archiviazione e la condivisione di foto, sin da quando la prima fotografia è stata pubblicata sul web da Tim Berners-Lee nel 1992 (una foto della band pop Les Horribles Cernettes). Oggi siti popolari come Flickr, PhotoBucket e 500px vengono utilizzati da milioni di persone per condividere le proprie immagini.

### Storia delle tecniche di stampa fotografica
Eliografia (1826): la prima persona che è riuscita a produrre un negativo su carta dell'immagine fotografica è stato Joseph Nicéphore Niépce. Ha rivestito lastre di peltro con bitume e li ha messi in una camera oscura. Dopo l'esposizione alla luce solare per lungo tempo, le parti esposte alla luce si sono indurite e le parti che non lo erano potevano essere lavate via con olio di lavanda.
Dagherrotipia (1837): il processo di dagherrotipia, dal nome di Louis-Jacques-Mandé Daguerre  (1787-1851) scenografo e creatore di diorami, produce un'immagine unica, poiché non viene creato alcun negativo. Dopo aver rivestito una lastra di rame con ioduro d'argento fotosensibile, la lastra viene esposta a un'immagine per oltre 20 minuti e quindi trattata con fumi di mercurio riscaldato. Più lunga è l'esposizione alla luce, più i fumi di mercurio vengono assorbiti dallo ioduro d'argento. Dopo che la lastra è stata lavata con acqua salata, l'immagine appare invertita. Questo è stato il primo processo fotografico a guadagnare popolarità negli Stati Uniti, utilizzato fino al 1860 circa.
Stampa al sale (1839): questa era la forma più diffusa di stampa su carta fino all'introduzione delle stampe all'albume nel 1850. Le stampe al sale venivano realizzate utilizzando sia negativi di carta che di vetro.
Calotipia (1841): William Henry Fox Talbot ha inventato il sistema di fotografia negativo-positivo comunemente usato oggi. In precedenza aveva sviluppato il Talbotype, che utilizzava il cloruro d'argento per sensibilizzare la carta. Dopo aver migliorato il processo utilizzando ioduro d'argento, lo ribattezzò Calotype. Il processo poteva produrre molte immagini positive, ma non erano nitide perché erano stampate su carta fibrosa invece che su vetro.
Cianotipia (1842): questo processo forma immagini di colore blu attraverso una reazione ai sali di ferro. John Herschel lo studiò per riprodurre le sue complicate formule matematiche e promemoria.
Stampa all'albume (1850): questo processo, introdotto da Louis Désiré Blanquart-Evrard, è stato il tipo di stampa più comune nella seconda metà del XIX secolo. Bellissime immagini con gradazioni seppia sono state create utilizzando albume e cloruro d'argento. Le superfici delle stampe realizzate con questo processo erano lucide a causa degli albumi, stratificati pesantemente per evitare che le stampe originariamente sottili si arricciassero, si spezzassero o si strappassero facilmente. Questo tipo di stampa era particolarmente comune per i ritratti in studio e i paesaggi o la stereoscopia.
Collodio umido e ambrotipia (1851): Frederick Scott Archer ha sviluppato i processi al collodio umido, che utilizzavano una lastra di vetro spessa rivestita a mano in modo non uniforme con un'emulsione sensibile alla luce a base di collodio. Il collodion, che in greco significa "colla", è nitrocellulosa disciolta in etere ed etanolo. L'ambrotipia, un adattamento del processo del collodio umido, è stato sviluppato da Archer e Peter W. Fry. Comprendeva il posizionamento di uno sfondo scuro dietro al vetro in modo che l'immagine negativa sembrasse positiva, e fu popolare fino al 1870 circa.
Stampa alla gomma (1855): il bicromato, di colore arancione, ha fotosensibilità quando viene miscelato con colloidi come gomma arabica, albume o gelatina. Usando questa funzione, Alphonse Poitevin ha inventato il processo di stampa alla gomma. Ha guadagnato popolarità dopo il 1898 e di nuovo negli anni '60 e '70 grazie al suo aspetto unico.
Ferrotipia o melanotipia (1858): in questo processo fotografico l'emulsione è impressa direttamente su una lastra di ferro smaltato. Era molto più economica e robusta dell'ambrotipia e del dagherrotipo.

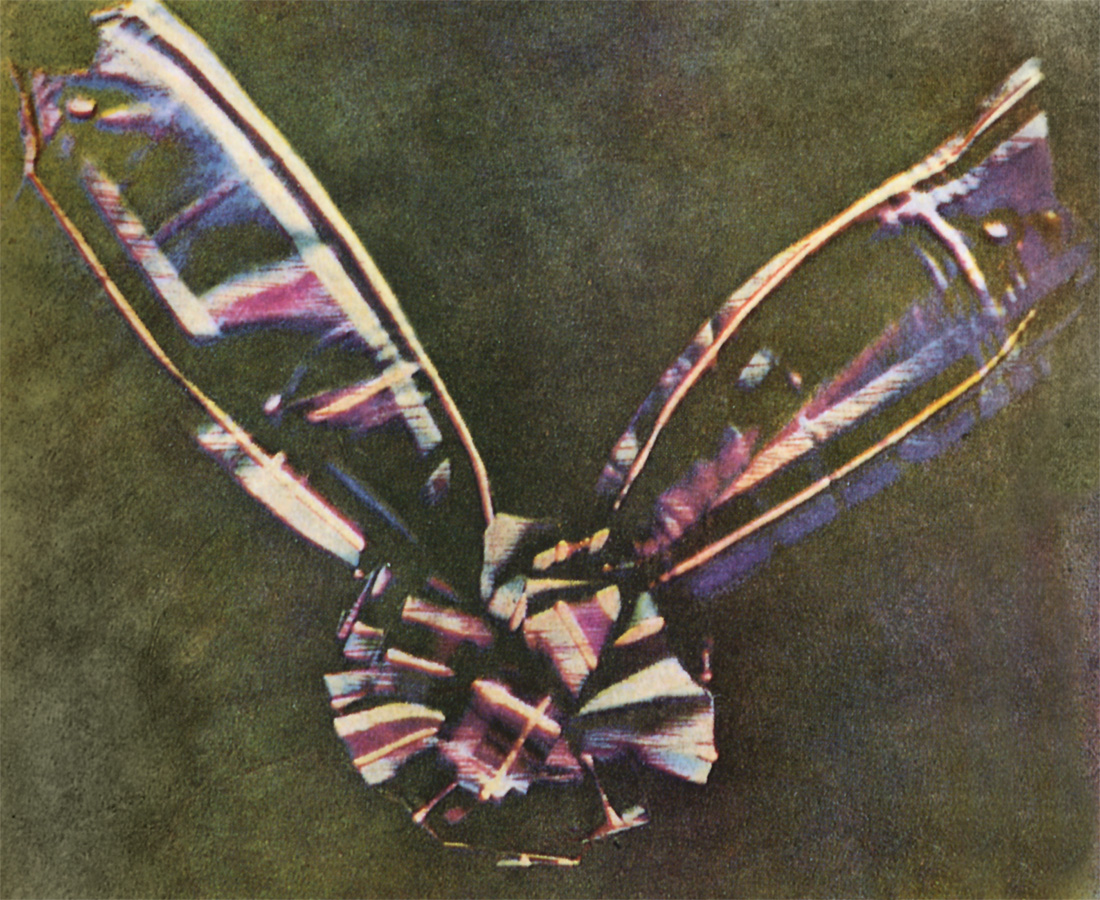
Tartan Ribbon (Fiocco in tartan), fotografia scattata da James Clerk Maxwell nel 1861.
Considerata la prima immagine fotografica a colori e la prima realizzata con il metodo a tre colori suggerito per la prima volta da Maxwell nel 1855. Maxwell ha chiesto al fotografo Thomas Sutton di fotografare un nastro scozzese tre volte, ogni volta con un filtro di colore diverso (rosso, verde o blu-viola) sopra l'obiettivo. Le tre fotografie sono state sviluppate, stampate su vetro, quindi proiettate su uno schermo con tre diversi proiettori, ciascuno dotato dello stesso filtro colore utilizzato per fotografarlo. Quando sovrapposte sullo schermo, le tre immagini formavano un'immagine a colori.
L'approccio a tre colori di Maxwell è alla base di quasi tutte le forme di fotografia a colori, sia su pellicola, video analogico o digitale.
Le tre lastre fotografiche ora sono conservate in un piccolo museo a Edimburgo, nella casa natale di Maxwell.

Modello di colore additivo RGB (1861): il medico James Clerk Maxwell realizzò la prima foto a colori mescolando luce rossa, verde e blu.
Gelatina a secco (1871): Richard L. Maddox scoprì che la gelatina poteva essere un vettore per i sali d'argento. Nel 1879, la piastra di gelatina a secco aveva sostituito la piastra al collodio umido. Era un'innovazione rivoluzionaria nella fotografia poiché necessitava di una minore esposizione alla luce, ed era utilizzabile a secco, il che significa che i fotografi non avevano più bisogno di imballare e trasportare liquidi pericolosi e poteva essere standardizzato perché poteva essere prodotto in fabbrica.
Stampa al platino (platinotipia) (1873): William Willis ha brevettato la stampa al platino in Gran Bretagna. Il processo si diffuse rapidamente e divenne un metodo dominante in Europa e in America nel 1894 poiché aveva una tonalità di colore visibilmente diversa rispetto alle stampe all'albume e alla gelatina d'argento.
Stampa alla gelatina d'argento (fine anni '80 dell'Ottocento): è stato il principale processo di stampa fotografica dalla fine degli anni 1880 fino ad oggi. Le stampe sono costituite da carta rivestita con un'emulsione di alogenuro d'argento in gelatina. La superficie è generalmente liscia; sotto ingrandimento, la stampa sembra brillare.
Callitipia (1889): W. W. J. Nicol inventò e ridisegnò il callitipo. Il Vandyketipo, o callitipo singolo, era il tipo più semplice di callitipo e crea bellissime immagini marroni.
Negativi a pellicola (1889): la pellicola di nitrato di cellulosa è stata sviluppata da Eastman Kodak nel 1889 e perfezionata nel 1903. È composta da gelatina d'argento su una base di nitrato di cellulosa. I negativi sono infiammabili e quindi possono essere pericolosi. La pellicola in fogli è stata ampiamente utilizzata dagli anni '30, mentre la pellicola in rullo è stata utilizzata dagli anni '50. La base di nitrato è stata sostituita con acetato di cellulosa nel 1923. Nel 1937, il diacetato di cellulosa è stato utilizzato come base e, a partire dal 1947, è stato utilizzato il triacetato di cellulosa. La pellicola in poliestere è stata introdotta intorno al 1960.
Fotografie a colori (1935): Kodak ha introdotto le pellicole a colori e diapositive nel 1935. La prima pellicola è stata chiamata Kodachrome. Ektachrome, introdotto alla fine degli anni '40, divenne altrettanto popolare. Ora ci sono una varietà di pellicole a colori che utilizzano materiali diversi; la maggior parte è costituita da coloranti sospesi in uno strato di gelatina (solitamente ciano, magenta e giallo, ciascuno dei quali ha picchi di assorbimento diversi).

## Servizio fotografico
Un servizio fotografico è un processo realizzato da creativi e modelli che porta al raggiungimento di un obiettivo visivo. Un esempio potrebbe essere quello di una modella che posa per un fotografo in uno studio o all'aperto.
Un servizio fotografico è una serie di scatti che vengono effettuati con l'obiettivo di produrre immagini che possono poi essere messe in post-produzione o modificate. Queste immagini vengono poi utilizzate per pubblicità cartacea/digitale, materiale commerciale o semplicemente per uso personale. 
Le opzioni per i servizi fotografici possono includere la fotografia di cibo e bevande, la fotografia di prodotti e di stile di vita, la fotografia di architettura e di interni, la fotografia di e-commerce, la fotografia di boudoir, la fotografia di stile di vita in generale.
Un servizio fotografico amatoriale è probabile che avvenga in uno schema di scambio di portfolio (TFP), mentre un servizio fotografico professionale per un marchio o un prodotto è probabile che sia retribuito. Con i servizi fotografici TFP, spesso si concorda che tutti i partecipanti al servizio riceveranno immagini modificate ad alta risoluzione come forma di pagamento.
Per i servizi fotografici professionali, il contratto viene solitamente firmato tramite un'agenzia di rappresentanza di modelle e modelli, quindi il pagamento è sempre monetario. Per questo motivo, i modelli non possono avere la garanzia di riavere le proprie immagini, in quanto esse sono di proprietà dell'azienda/persona che le ha noleggiate. Molti servizi fotografici assumono modelle da agenzie di modelle professioniste e possono anche assumere stilisti, truccatori e parrucchieri.